# Haole
A Haole (/ˈhaʊliː/, hawaiiul [ˈhɔule]) egy hawaii kifejezés azokra az emberekre, akik nem őslakos hawaiiak. Általában európai ősökkel rendelkező emberekre használják.

## Háttér
A szó eredete James Cook kapitány 1778-as érkezése előttre nyúlik vissza, amint azt több, ebből az időből származó ének is rögzíti. A kifejezést általában az európai származású emberekre alkalmazták, azonban ahogy az egyes európai kultúrákra és más, nem európai nemzetekre egyre különösebb kifejezéseket kezdtek alkalmazni, a haole szó leginkább az amerikaiakra kezdett utalni, beleértve az amerikai feketéket is, akiket haole ʻele ʻele-nek neveztek, ami annyit tesz: "fekete haole". A szó jelentése a pozitív, semleges és leíró jelentéstől a sértőig terjed, attól függően, hogy milyen kontextusban használják. A polinéziai fajról Robert Louis Stevenson azt mondta: "Isten legjobb - legalábbis Isten legédesebb művei...", majd a "bestiális haolékról" írt. Egy barátjának írt levelében így fogalmazott: "Mi az a haole? Ön az; és sajnálom, hogy ezt kell mondanom, de én is az vagyok".

### Etimológia
Egy 1929-es újságfelhívás száz dollárt ajánlott fel annak, aki kielégítően meg tudja magyarázni Dr. Theodore Richards számára, hogy mit jelent a szó. James K. Keola kijelentette, hogy szerinte a kifejezés csak a fehér külföldiekre vonatkozik, és olyan személyeket nevezett meg saját referenciaként, mint Stephen Desha és Joseph M. Poepoe. Keola úr úgy vélte továbbá, hogy a szó eredete a Howell névből származik, amely a vancouveri csapat tagja volt; ma azonban a nevet ha-welának ejtenénk. John M. Bright is azt állította, hogy a kifejezés fehéret jelentett, és már 1736-ban használatos volt. Ő úgy is definiálja a kifejezést, hogy "hántolatlanul vagy burok nélkül". W. O. Smith azt állította, hogy fiatalkorában azt mondták neki, hogy a kifejezés az ahole nevű halból származik. Lorrin Andrews azt írja szótárában, hogy a kifejezés csak a fehér külföldiekre vonatkozik, a feketékre pedig a haole eleele kifejezést használták.

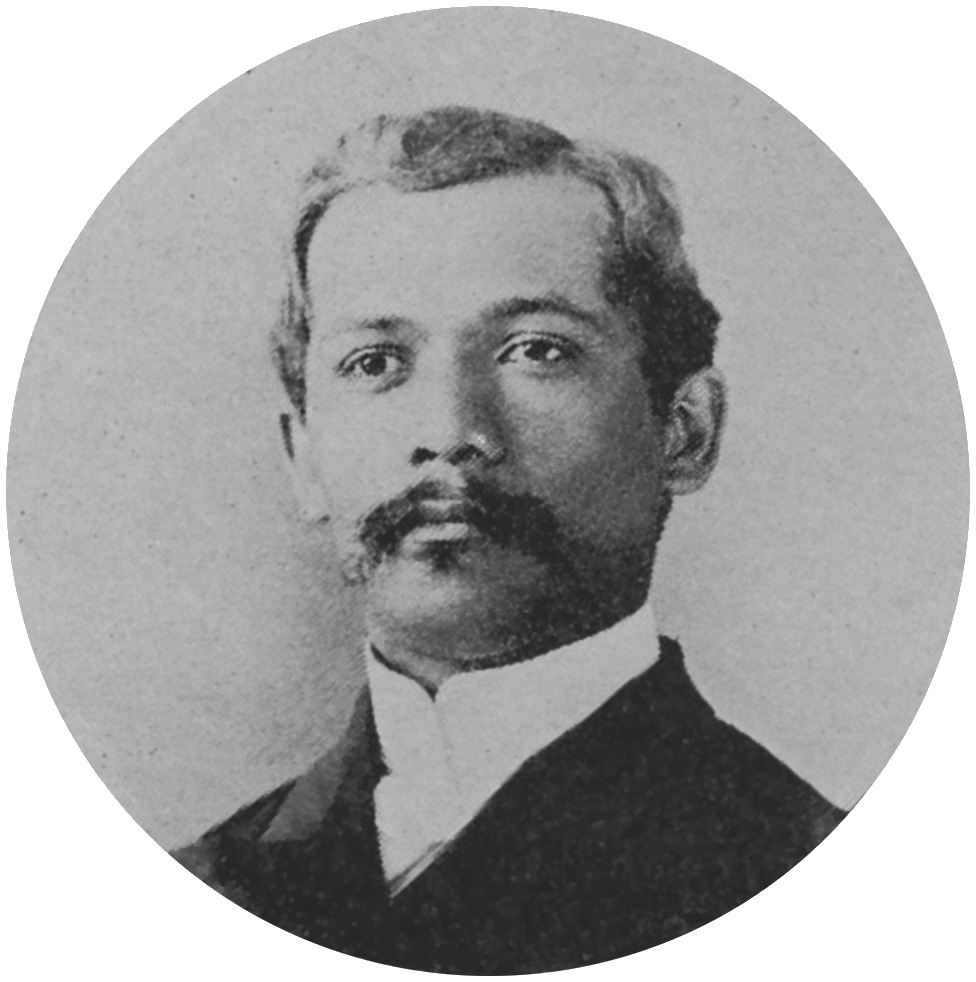
Frederick Beckley

### "Lélegzet nélkül"
Egy népszerű történet szerint a szó jelentése: "lélegzet nélkül". Ezt a jelentést Charles W. Kenn Frederick William Kahapula Beckley Jr. hawaii őslakos professzornak tulajdonította a Paradise of the Pacific című kiadványban, egy 1944-ben megjelent cikkében. E szerző szerint Beckley azt állítja; "A fehér embereket azért nevezték ha-ole-nak (lélegzet nélkül), mert miután elmondták az imájukat, nem lélegeztek háromszor, ahogy az az ősi Hawaii-n szokás volt".

### Kahiki
Juri Mykkanen, a Helsinki Városi és Regionális Tanulmányok Intézetének munkatársa szerint az Inventing Politics: A New Political Anthropology of the Hawaiian Kingdom című könyvében a hawaiiak, miközben megpróbálták megérteni és értelmezni a változó alii-t, egy egész kozmológiát vetítettek ki mindenre, amit tettek, majd ezt az elbeszélést továbbadták az utódoknak. E hiedelem szerint a kifejezés eredete a hawaiiak ősi földjéről, Kahikiből származik, a mele énekből ered; "Kūkanaloa". Ebben az énekben egy Kahikiből származó félistent/hőst haole-ként írnak le, és Samuel Kamakau könyvére hivatkoznak; (Ruling Chiefs of Hawaii (1991), 114-115. oldal). A származás szimbólumaként Kahiki nagy jelentőséggel bírt a hawaiiak számára, akik egy isteni haole leszármazottjainak tekintették magukat.

## A szó használata
Az ültetvényeken dolgozó különböző etnikai csoportoktól származó hawaii lakosok (gyakran "helyiek" néven ismertek) körében a "haole" kifejezés az európai felmenőkkel rendelkező embereket jelöli. Maga a kifejezés lehet pusztán leíró jellegű, de lehet pejoratív vagy diszkriminatív módon is használni. A haole csak egy a Hawaiin általánosan használt számos szó közül, amelyekkel a különböző etnikumokat jellemzik. Technikailag a haole azt jelenti, hogy valaki külföldi, szemben azzal, aki helyi, az európai származásúakra használt kifejezés. Olyan emberekkel is összefüggésbe hozzák, akik az Egyesült Államok kontinentális részének hagyományait, akcentusát és szokásait mutatják, szemben azokkal, amelyek a Hawaii-szigeteken uralkodnak. Ha például valaki az Egyesült Államok kontinentális részén jár, és az adott területre jellemző akcentussal tér vissza, az emberek azt mondhatják, hogy ez a személy "haole-izált" lett. Bizonyos, az USA kontinensére jellemző ételeket "haole ételeknek" nevezhetnénk, és ha valaki úgy csinál valamit, hogy az nem jellemző a hawaii ételekre, azt "haole stílusnak" nevezhetnénk.
Néhány hawaii őslakos sértésként vagy faji pejoratív kifejezés részeként használja a "haole" szót a fehér emberekkel szembeni zaklatások és fizikai támadások során Hawaiin.  A hawaii nacionalisták és nyelvvédők, köztük Haunani-Kay Trask, azt állították, hogy a szó nem érthető meg a hawaii faji elnyomás történelmétől függetlenül. Trask szerint a szó "nem pejoratív, hanem leíró jellegű".

## Fordítás
Ez a szócikk részben vagy egészben  a   Haole című angol Wikipédia-szócikk ezen változatának fordításán alapul.  Az eredeti cikk szerkesztőit annak laptörténete sorolja fel. Ez a jelzés csupán a megfogalmazás eredetét és a szerzői jogokat jelzi, nem szolgál a cikkben szereplő információk forrásmegjelöléseként.